# Comuna Hlîbociîțea
Hlîbociîțea (în ucraineană Глибочицька сільська рада) este o comună în raionul Jîtomîr, regiunea Jîtomîr, Ucraina, formată din satele Berezîna, Hadzînka, Hlîbociîțea (reședința) și Nova Vîhoda.

## Demografie
Componența lingvistică a comunei Hlîbociîțea
     Ucraineană (97,27%)
     Rusă (2,56%)
     Alte limbi (0,05%)
Conform recensământului din 2001, majoritatea populației comunei Hlîbociîțea era vorbitoare de ucraineană (97,27%), existând în minoritate și vorbitori de rusă (2,56%).